# Tailândia
Tailândia est une municipalité brésilienne située dans l'État du Pará.